# Суладзе, Григорий Иванович
Григорий Иванович Суладзе (1909, Шорапанский уезд, Кутаисская губерния, Российская империя — неизвестно, Зестафонский район, Грузинская ССР) — звеньевой колхоза имени Будённого Зестафонского района, Грузинская ССР. Герой Социалистического Труда (1949).

## Биография
Родился в 1906 году в крестьянской семье в одном из сельских населённых пунктов Шорапанского уезда. После окончания местной начальной школы трудился в сельском хозяйстве. В послевоенное время — звеньевой виноградарей колхоза имени Будённого Зестафонского района.
В 1948 году звено под его руководством собрало в среднем с каждого гектара по 114 центнера винограда с площади 3 гектара. Указом Президиума Верховного Совета СССР от 9 августа 1949 года удостоен звания Героя Социалистического Труда за «получение высоких урожаев винограда в 1948 году» с вручением ордена Ленина и золотой медали «Серп и Молот» (№ 4375).
После выхода на пенсию проживал в Зестафонском районе. С 1968 года — персональный пенсионер союзного значения. Дата смерти не установлена.